# Imhotep
Imhotep (altägyptisch für „der in Frieden kommt“; griechisch-lateinisch Imuthes) war um 2700 v. Chr. ein hoher Würdenträger unter König Djoser (3. Dynastie). Er gilt als der erste große Baumeister des Alten Reichs in Ägypten und war als Oberster Baumeister und Vorlesepriester Djosers vermutlich für den Bau der Djoser-Pyramide und der Sechemchet-Pyramide in Sakkara verantwortlich. Da von ihm nur Rang- und Versorgungstitel überliefert sind, ist seine genaue Tätigkeit unbekannt.
Im Neuen Reich wurde er als einer von wenigen Nichtherrschern als Heilgott verehrt. Imhotep wurde nun aufgrund der extensiven Legendenbildung unter anderem auch als Erfinder der ägyptischen Schrift und Begründer der ägyptischen Medizin angesehen.

## Zeitgenössische Belege
Die Vielzahl an Legenden, die sich meist viele Jahrhunderte nach Imhoteps Tod entwickelten, erschweren es, die tatsächlichen Informationen über die historische Person von der Legendengestalt zu unterscheiden.
Über lange Zeit galt Imhotep als rein mythologische Figur, bis die reale Existenz 1920 durch einen Fund eines Statuensockels durch Cecil M. Firth belegt werden konnte. Biographische Details sind nicht bekannt, jedoch bieten die genannten Titel Hinweise, dass er möglicherweise Bruder des Djoser gewesen sein könnte. Zeitgenössische bildliche Darstellungen sind ebenso nicht bekannt.
Imhotep ist zeitgenössisch lediglich durch zwei Inschriften belegt. Zum einen findet sich im Sockelbereich einer Djoser-Statue aus dem Pyramidenkomplex der Djoser-Pyramide in Sakkara (Cairo JE 49889) eine Inschrift, die seinen Namen und seine Titel nennt und ihn somit auch als historische Person und Zeitgenossen des Djoser belegt. Es ist bis dato der einzige bekannte Fall, in dem der Name und die Titel einer nicht-königlichen Person auf der Plinthe einer Königsstatue niedergeschrieben waren. Der Fund dieser Inschrift bekräftigt die Aussage, dass Imhotep Baumeister dieses Pyramidenkomplexes war.
Zum anderen ist er auf einem Mauergraffito der Umfassungsmauer der unvollendeten Sechemchet-Pyramide erwähnt. Die letztere Inschrift deutet darauf hin, dass er Djoser überlebt hatte und auch die Bauverantwortung unter dessen Nachfolger Sechemchet (Djoserteti) hatte.

### Titel und Funktionen
Es sind nur wenige zeitgenössische Belege über Titel und Funktionen bekannt, die Imhotep innehatte. Im Folgenden werden diese erläutert:

#### Titel auf der Statuenbasis JE49889

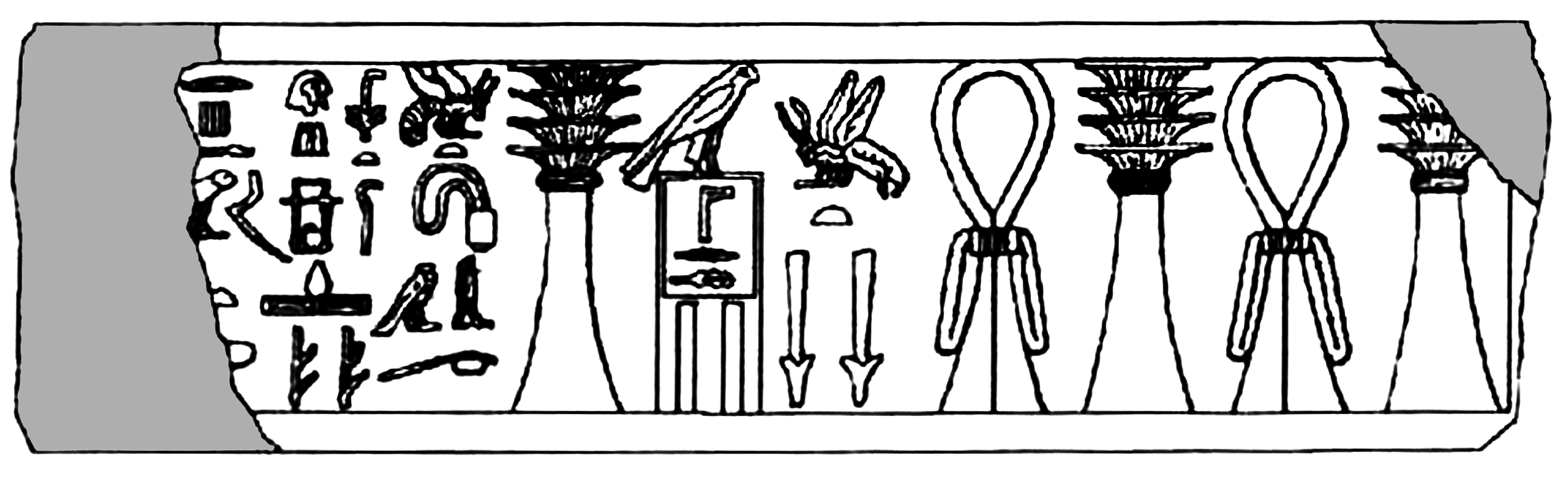
Name und Titel des Imhotep auf Statuenbasis JE 49889 (linker Bereich) sowie die Inschrift „Die beiden Brüder des Königs von Unterägypten“ im mittleren Teil

Die Statuenbasis JE 49889 (jetzt im Imhotep-Museum in Sakkara) enthält im linken Bereich der Inschrift Imhoteps Namen sowie sechs lesbare und einen weitgehend verlorenen Titel.
Sedjauti-biti (auch Chetemti-biti; deutsch: Siegelbewahrer des Königs von Unterägypten) ist ein Titel, der ursprünglich einen Versorgungsleiter des Palastes bezeichnete, sich aber in der 3. Dynastie wahrscheinlich vom Funktionstitel in einen reinen Rangtitel für Prinzen und Königsnachkommen gewandelt hatte. Da dieser Titel auch auf dem Siegel und als einziger auf dem Graffito der Sechemchet-Pyramide genannt wird, dürfte es sich dabei um Imhoteps eigentlichen Prinzen-Rangtitel gehandelt haben. Durch diesen Titel wird die hohe Abstammung Imhoteps belegt.
Der Titel Cheri-tep-nesu (deutsch: Der unter dem Kopf des Königs von Oberägypten ist) ist ein hoher Rangtitel mit unklarer Funktion. Ursprünglich handelte es sich dabei um einen Funktionstitel, der eine Tätigkeit im engen Umfeld des Königs bezeichnete, aber er hat sich wahrscheinlich zu Beginn der 3. Dynastie in einen Rangtitel gewandelt.
Der Titel des Iri-pat (deutsch: Mitglied der Elite) ist eigentlich ein Titel, der nach Wolfgang Helck den Träger als Kronprinzen ausweist. Erika Endesfelder brachte dagegen Belege vor, die zeigen, dass der Titel kein Prinzentitel war. Da der Titel aber nur hier und nicht auf dem Siegelabdruck vorkommt, ist es möglich, dass Imhotep diesen nur als zeremonielle Rolle während des Sedfests, im Rahmen dessen die Statue gestiftet wurde, führte.
Der Titel Heqa-hut-aa (deutsch: Gutsverwalter) bezeichnet einen Versorgungstitel, der Imhotep die Einkünfte aus bestimmten Gütern zusicherte.
Maa-wer (deutsch: Der den Großen schaut) ist ein Titel, der in späteren Zeiten einen Hoherpriester von Heliopolis bezeichnete, aber in der Periode des frühen Alten Reichs deutet die Verwendung dieses Titels bei anderen Personen darauf hin, dass es sich dabei nicht um ein Hohepriesteramt, sondern um einen Expeditions- und Bauleiter handelte.
In der letzten Zeile befinden sich zwei weitere Titel, die sich vermutlich nicht auf Imhotep  bezogen, sondern auf den Bildhauer, der die Statue erschaffen hatte, da in der Hieroglyphenschrift eine „Einrahmung“ des Namens durch Titel nicht bekannt ist. Der erste dieser beiden Titel lautet Medjh-qesti (deutsch: Vorsteher der Bildhauer), der zweite ist weitgehend zerstört. Nach einer Rekonstruktion von Batiscombe Gunn könnte dieser Titel Hersteller von Gefäßen gelautet haben, wobei die hier verwendeten Hieroglyphenzeichen wahrscheinlich noch aus der butischen Schrift stammen.

#### Titel auf dem Siegelabdruck ausKammer Bder Djoser-Pyramide

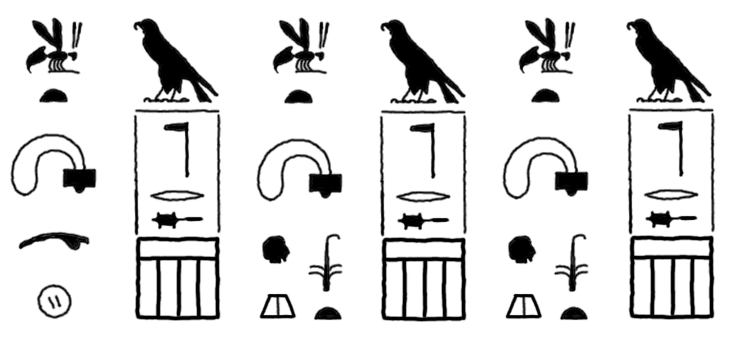
Siegelabdruck aus Kammer B der Djoser-Pyramide mit Imhoteps Titeln

Weiterhin ist ein Siegelabdruck aus Kammer B der Djoser-Pyramide bekannt. Dieser nennt zwar nicht Imhoteps Namen, jedoch kann aus den Titeln Sedjauti-biti und Cheri-tep-nesu, die mit jenen auf der Statuenbasis übereinstimmen, Imhotep eindeutig identifiziert werden. Dadurch konnte ein weiterer Titel, Vorsteher der Werft, erschlossen werden. Aus einer Grabinschrift der 6. Dynastie ist eine Erläuterung dieses Titels bekannt, der die Funktion „der das Schiff der Hathor baut“ ergänzt. Dieser Titel dürfte in Zusammenhang mit seiner Tätigkeit als Bauleiter gestanden haben.

#### Titel auf dem Graffito aus der unfertigen Sechemchet-Pyramide
Ein Graffito auf Steinen der unfertigen Sechemchet-Pyramide erwähnt Imhoteps Namen sowie den bereits bekannten Titel des Sedjauti-biti. Offenbar behielt Imhotep diesen Titel auch unter Djosers Nachfolger, für den er die Pyramide erbaute.

#### Weitere Inschriften
Gefäßinschriften, die aus dem Grab des Chasechemui sowie aus Magazinen der Djoser-Pyramide stammen, könnten durch Titelübereinstimmungen auch dem hier beschriebenen Imhotep zugeordnet werden, falls dieser auch das Grab des Chasechemui erbaut hätte. Dies ist jedoch aus chronologischer Sicht problematisch, so dass hier von einer anderen Person gleichen Namens mit den gleichen Titeln ausgegangen werden muss.
Ein direkter Beleg, dass Imhotep der Baumeister der Stufenpyramide des Djosers war, existiert nicht, jedoch deuten einige der Titel darauf hin. So soll die Funktion des Leiters der königlichen Bauwerke in den Titeln des Siegelbewahrers und des Palastverwalters enthalten sein. Zudem hatten in späteren Zeiten häufig die Baumeister auch den Titel des Hohepriesters des Re von Heliopolis (Maa-wer) inne, wobei hier nicht gesichert ist, ob dieser Titel in der 3. Dynastie bereits ein Hohepriestertitel war.

#### Übersicht der Titel
Diese Titel weisen aus, dass Imhotep Träger der höchsten Würden war, auch wenn die Funktion der einzelnen Titel nicht in allen Fällen genau geklärt ist.
| bit · t | S19 |

| bit · t | S19 |

| D1 · T28 | M23 · X1 |

| D1 · T28 | M23 · X1 |

| r · p · a |

| r · p · a |

| S38 | O8 |

| S38 | O8 |

| U1 | G36 |

| U1 | G36 |

| T7 · O48 |

| T7 · O48 |

| T7 | T20 | T20 |

| T7 | T20 | T20 |

### Abstammung
Seine genaue Abstammung ist unbekannt. Die Inschrift sn.wj bjtj („Die beiden Brüder des Königs von Unterägypten“) im mittleren Teil der Statuenbasis JE 49889 aus Sakkara deuten einige Forscher wie z. B. Wolfgang Helck als Hinweis, dass er ein Bruder oder Sohn des Pharaos Djoser (3. Dynastie) gewesen sein könnte. Allerdings ist die mythologische Deutung der Brüder als die Götter Horus und Seth oder Thot wahrscheinlicher. Der Titel Sedjauti-biti weist ihn als Prinzen oder zumindest nahen Verwandten des Königs aus. Der Titel Iri-pat könnte Imhotep auch als Sohn des Djoser ausweisen, wenn er diesen Titel tatsächlich und nicht nur symbolisch während der Kulthandlungen des Sedfests geführt hätte.
Nach späterer Überlieferung aus der Zeit der Perserherrschaft ist er der Sohn des Architekten Khanofer und der Chereduanch (Chrodunanch) sowie Gatte der Ronpetnofret, was aber nicht durch zeitgenössische Texte bestätigt werden kann und vermutlich Teil der Legendenbildung ist.

### Grabmal
Das Grabmal des Imhotep wird mehrfach in späteren Texten (z. B. im Harfnerlied des Antef, 18. Dynastie) erwähnt und galt neben einem Imhotep-Heiligtum als Zentrum des Kults. Es wird in Sakkara in der Nähe der Djoser-Pyramide vermutet, konnte aber bislang nicht aufgefunden werden. Im Harfnerlied des Antef wird jedoch erwähnt, dass das Grab zum Entstehungszeitpunkt des Liedes bereits zerstört war.

## Imhoteps Wirken als Architekt
Durch die Statueninschrift und das Mauergraffito ist Imhoteps Wirken als Architekt zweier Grabmäler belegt. Insbesondere die Djoser-Pyramide stellt als ältester aus behauenen Steinen erbauter Monumentalbau einen Meilenstein in der Entwicklung der altägyptischen Architektur dar.

### Die Djoser-Pyramide

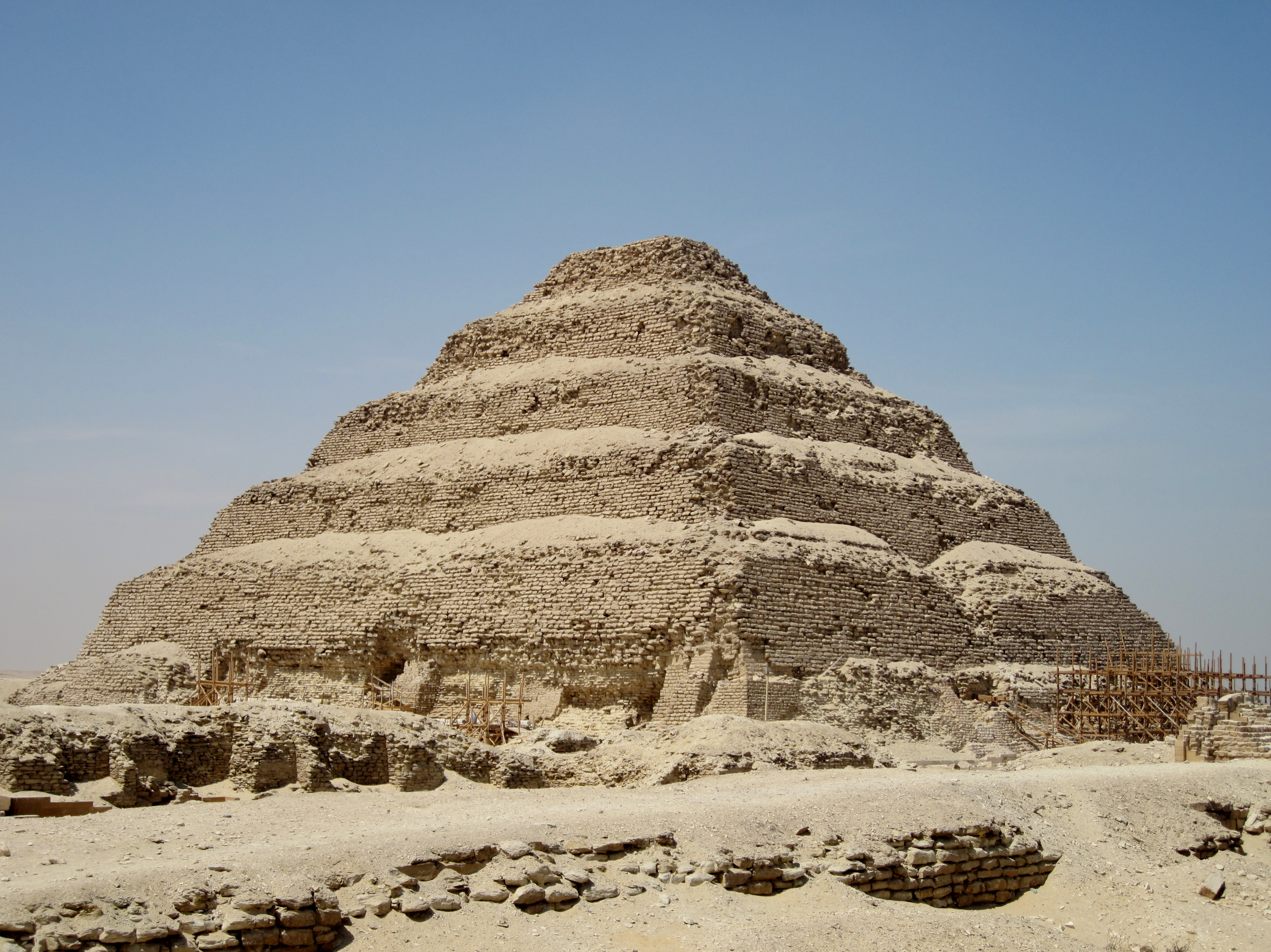
Die von Imhotep für Djoser erbaute Stufenpyramide

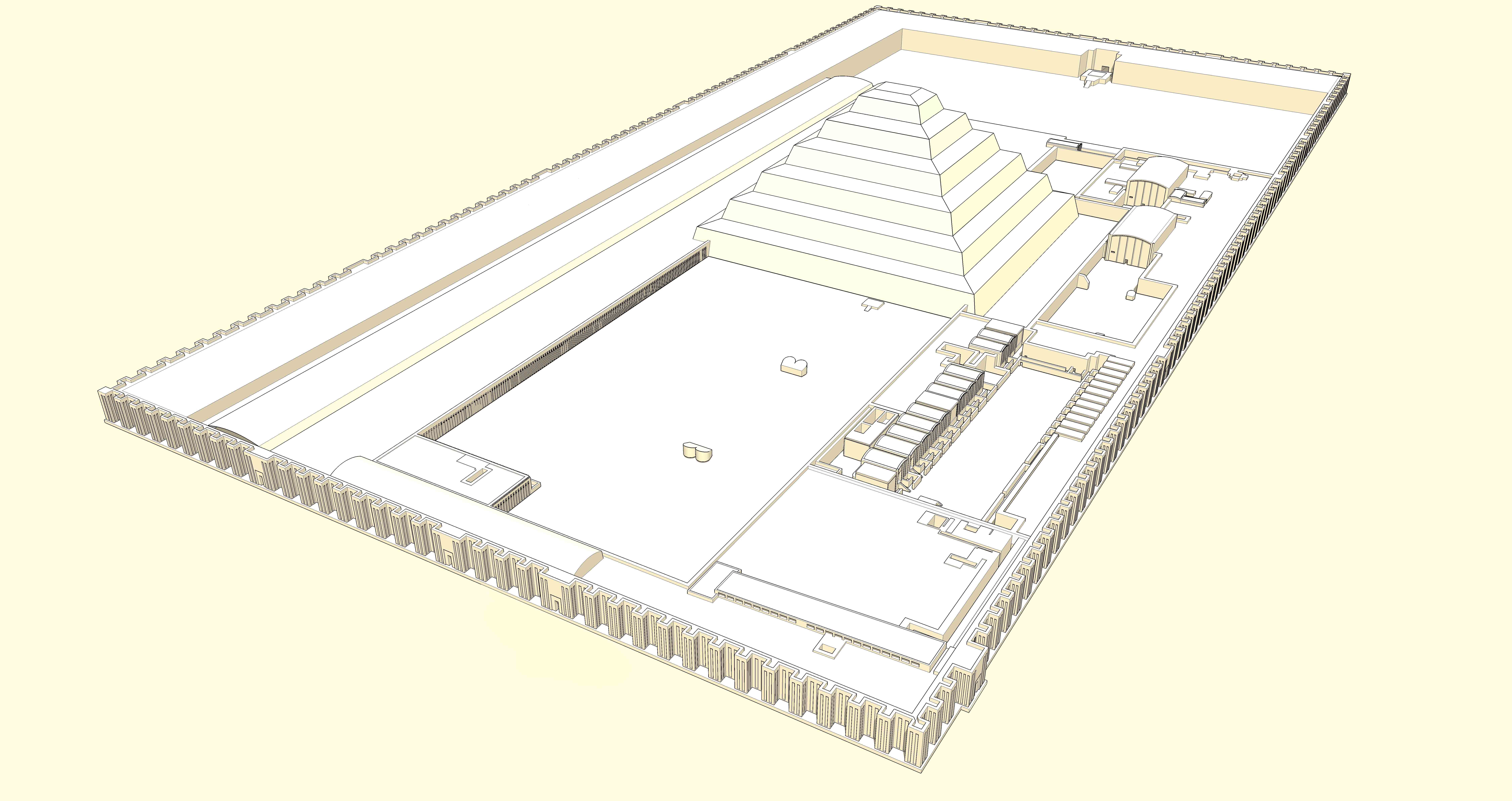
Rekonstruktion des Pyramidenbezirks mit den Kultbauten

Djoser ließ von Imhotep während seiner 19-jährigen Herrschaft (ca. 2665–2645 v. Chr.) ein bis dahin nie dagewesenes Monumentalgrab errichten, das von den Fortschritten in den Wissenschaften und im Bauwesen kündete. Es wurde in der Nekropole von Sakkara bei den Grabanlagen der Könige der zweiten Dynastie und der großen Einfriedung Gisr el-Mudir gelegen, abseits der Mastabagräber der ersten Dynastie erbaut. Die Bauform als Pyramide war nicht spontan entstanden, sondern stellte eine Synthese aus verschiedenen ober- und unterägyptischen Begräbnispraktiken dar. Sie war der vorläufige Höhepunkt in der Entwicklung der Grabanlagen der Könige der 1. und 2. Dynastie aus Abydos. Allerdings sind auch Elemente der Gräber und Anlagen der Nekropole von Sakkara zu finden. Die große Einfriedung (Gisr el-Mudir) dürfte als steinernes Äquivalent der Talbezirke von Abydos eine Vorbildfunktion für die Einfassung des Pyramidenbezirks geliefert haben. Ebenso sind die Galeriegräber der zweiten Dynastie in Sakkara Vorbilder für die ausgedehnten Galerien im Djoser-Pyramidenbezirk. Die Pyramide selbst ist eine Weiterentwicklung der den mythologischen „Urhügel“ symbolisierenden Grabhügel, wie man sie bei Königsgräbern in Abydos findet.
Die Ausführung der eigentlichen Pyramide wurde vom Architekten während des Baus mehrfach geändert und erweitert. Zunächst als quadratische Mastaba von 63 m Kantenlänge und 8 m Höhe begonnen, erfuhr das Bauwerk in sechs Bauphasen eine Umwandlung in eine vier- und schließlich sechsstufige Pyramide von den Basismaßen 121 m × 109 m mit einer Höhe von 63 m. Als Baumaterial diente Kalkstein. Der Unterbau mit der Grabkammer bildete einen symbolischen Palast für die Ewigkeit und war teilweise mit blauen Fayencekacheln dekoriert.
Umgeben war die Pyramide von einer gewaltigen Einfassungsmauer. Auf diesem Gelände befanden sich zahlreiche symbolische Kultbauwerke, die es dem Verstorbenen König ermöglichen sollten, das Sedfest auch im Nachleben zu feiern und somit seinen Herrschaftsanspruch bis in alle Ewigkeit zu festigen.
Auch wenn die Bautechniken und die Ausführung bei den folgenden Pyramiden verändert und verbessert wurden, so schuf Imhotep mit diesem Bauwerk ein Vorbild, das über Jahrhunderte die Bestattungsriten im Alten Ägypten geprägt hat.

### Die Sechemchet-Pyramide

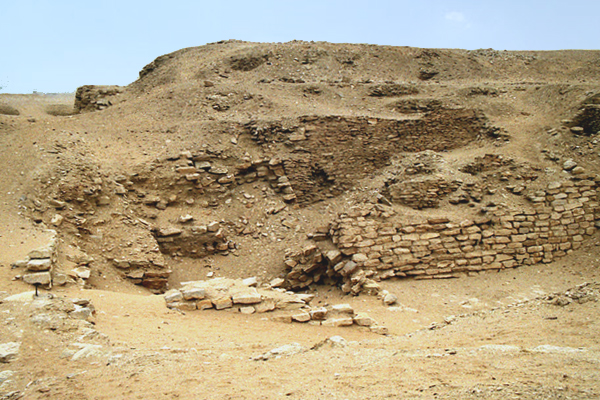
Die Ruinen der unvollendeten Sechemchet-Pyramide

Die Pyramide des Sechemchet ist als Weiterentwicklung des Baukonzepts der Djoser-Pyramide zu erkennen. Sie war jedoch von Beginn an mit einem quadratischen Grundriss als Stufenpyramide geplant. Bei Basismaßen von 115 × 115 Metern hätte sie fertiggestellt sechs oder sieben Stufen erhalten, was nach der Rekonstruktion von Lauer auf eine Endhöhe von etwa 70 Metern hindeutet. Die Bautechniken entsprachen der finalen Version des Vorgängerbaus und das Mauerwerk bestand wie bei der Djoser-Pyramide aus nach innen geneigten Schichten. Vierzehn dieser um 15 Grad nach innen geneigten Schichten bildeten den Kern der ersten Stufe. Das Kernmauerwerk aus lokalem Kalkstein sollte eine Verkleidung aus feinem Kalkstein erhalten, jedoch scheint diese nicht angebracht worden zu sein, da keine Überreste gefunden wurden. Die Pyramide hatte beim Tode des Herrschers erst eine Höhe von etwa acht Metern erreicht, da nur die erste Stufe des Aufbaus fertiggestellt wurde. Somit hatte sie den Charakter einer riesigen, quadratischen Mastaba.
Der gesamte Unterbau ist unterirdisch aus dem Fels gehauen. Ein großer offener Schacht für die Grabkammer, wie bei der Djoser-Pyramide, wurde dort nicht angelegt. Die Ausführung der Gänge und Kammern ist im Gegensatz zum Vorgängerbau deutlich reduziert. Umfangreiche weitere Gebäude auf dem Pyramidenkomplex sind hier nicht nachweisbar.

## Nachleben

### Legendenbildung
In den Jahrhunderten nach seinem Tod wird immer wieder Bezug auf Imhotep genommen, wobei der Umfang der ihm zugeschriebenen Werke immer weiter zunimmt und die Legenden um Imhotep weiter ausgebaut werden und seine Verehrung als Weiser und Magier zunimmt. Im Mittleren Reich werden  Weisheitssprüche Imhoteps erwähnt, die jedoch nicht erhalten geblieben sind. Die in der 18. Dynastie erstellte sogenannte Hungersnotstele benennt Imhotep als Berater des Djoser.
Imhotep wurden vom Volk zahlreiche Erfindungen, wie beispielsweise die Hieroglyphenschrift, die Medizin und der ägyptische Kalender zugeschrieben. So wird er teilweise als Autor medizinischer Texte wie dem Papyrus Edwin Smith bezeichnet. Ebenso soll er die Mumifizierungstechnik mit getrennter Bestattung der Organe in Kanopengefäßen erfunden haben. Aus heutiger Sicht kann dies aber als Legendenbildung betrachtet werden, da es keine zeitgenössischen Erwähnungen darüber gibt und auch die Hieroglyphenschrift bereits vor Imhotep verwendet wurde. Im Neuen Reich ist überliefert, dass Schreiber zu Beginn ihres Werks einen Tropfen Tinte Imhotep opferten.
In der Aegyptiaca des  ägyptischen Geschichtsschreibers Manetho (3. Jahrhundert v. Chr.) wird Imhotep als „Erfinder der Kunst des Bauens mit behauenen Steinen“ genannt.

### Kult

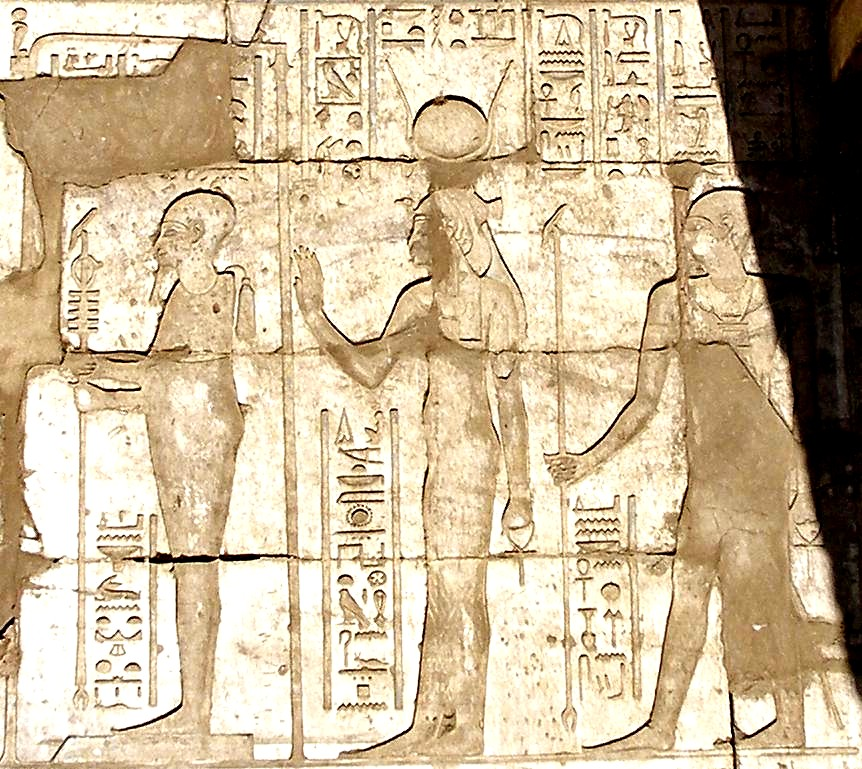
Darstellung von Ptah, Hathor und Imhotep im Ptah-Tempel von Karnak (Ptolemäische Epoche)

Ein eigentlicher Imhotep-Kult ist erst aus saïtischer Zeit belegt. Ab dieser Zeit, speziell aber in der römisch-griechischen Zeit, finden sich zahlreiche Bronzefiguren, die Imhotep als Priester mit kahlem Haupt, schlichtem Schurz und Papyrusrolle darstellen.
Aus saïtischer Zeit ist erstmals auch ein Priester des Imhotep-Kults überliefert. Zentrum des Kults waren der in der Nähe von Memphis vermutete Imhotep-Tempel und das Grab des Imhotep, die jedoch heute beide nicht mehr bekannt sind. In ptolemäischer Zeit öffneten sich zahlreiche Tempel dem Imhotep-Kult – so wurde z. B. im Tempel von Karnak eine Imhotep-Kapelle errichtet. In diesen Kulten wurde Imhotep als Heilgott dargestellt und die Tempel wurden zu Wallfahrtsorten für Kranke. In dieser Zeit kam es auch zu einer Gleichsetzung Imhoteps mit dem griechischen Heilgott Asklepios (deutsch: Äskulap), dessen Heilkult Ähnlichkeiten mit dem Imhoteps aufweist.
In der Spätzeit wurde Imhotep eine göttliche Herkunft nachgesagt und er erfuhr unter dem Titel „Sohn des Ptah“ in Memphis und Theben große Verehrung.

### Moderne Rezeption
Aufgrund der Vielzahl von Erfindungen und Weisheiten, die Imhotep nachgesagt werden, wird Imhotep von verschiedenen Autoren als der erste namentlich bekannte Universalgelehrte der Menschheit bezeichnet.
Aufgrund mehrerer Ähnlichkeiten der Überlieferungen wird Imhotep in modernen Vergleichsanalysen von einigen populärwissenschaftlichen Autoren mit der biblischen Gestalt des Josef gleichgesetzt, der laut biblischer Erzählung oberster Beamter eines Pharaos war. Diese Gleichsetzung findet in den Geschichtswissenschaften keine Rezeption.
Nach Imhotep wurden folgende Weltraumobjekte benannt:
- (1813) Imhotep, ein 1960 entdeckter Asteroid des Hauptgürtels
- ein Krater auf dem Planeten Merkur[22]
- eine Gegend auf dem Kometen Tschurjumow-Gerassimenko, der 2014 von der Sonde Rosetta und Lander Philae besucht wurde.

In der Antarktis trägt der Mount Imhotep seinen Namen.
In dem Kriminalroman Das Pharao-Komplott von Philipp Vandenberg aus dem Jahr 1990 sind in der Zeit um den Ersten Weltkrieg verschiedene westliche Geheimdienste und ägyptische Nationalisten auf der Suche nach dem Grab des Imhotep. In dem Grab sollen unermessliche Schätze und Erkenntnisse verborgen sein, die die Weltherrschaft ermöglichen. In dem Roman befindet sich das Grab in Sakkara.
2006 wurde in Sakkara das Imhotep-Museum eröffnet, in dem unter anderem die bereits erwähnte Statuenbasis, Fundstücke aus dem Djoser-Pyramidenkomplex sowie weitere Funde aus Sakkara ausgestellt sind.
Die wieder zum Leben erwachte Mumie des Imhotep spielt eine zentrale Rolle in den Horrorfilmen Die Mumie (1932), Die Mumie (1999), Die Mumie kehrt zurück (2001) sowie in der Zeichentrickserie Die Mumie – Das Geheimnis der Mumie (2001).
2016 erschien das Spiel Imhotep: Baumeister Ägyptens beim Franckh-Kosmos-Verlag, welches im selben Jahr für das Spiel des Jahres nominiert wurde.

## Dokumentationen
- Das Zeitalter der großen Pyramiden: Der erste Monumentalbau. (Originaltitel: Les secrets des bâtisseurs de pyramides – La première pyramide.) TV-Dokumentation in HD von Alain Brunard, Sigrid Clément, Dana Celeste Robinson (Regie), F 2019, deutsche Synchronfassung ZDFinfo 2021.